# François Peeraer
François ou Frans Peeraer est un footballeur belge né le 15 février 1913 à Borgerhout, Anvers (Belgique) et mort le 28 mars 1988.

## Biographie
Évoluant comme milieu de terrain au Royal Antwerp FC dans les années 1930, il a été trois fois international belge en  1934. Il a joué un match lors de la Coupe du monde cette même année.

## Palmarès
- International belge A en 1934 (2 sélections)
- Participation à la Coupe du monde en 1934 (1 match joué)